# Martin huppé
Acridotheres cristatellus
Espèce
Statut de conservation UICN

 LC  : Préoccupation mineure
Le Martin huppé (Acridotheres cristatellus) est une espèce de passereau de la famille des Sturnidae originaire du sud-est de la Chine et de l'Indochine.

## Sous-espèces
D'après Alan P. Peterson, il en existe 3 sous-espèces :
- Acridotheres cristatellus brevipennis Hartert 1910
- Acridotheres cristatellus cristatellus (Linnaeus) 1758
- Acridotheres cristatellus formosanus (Hartert) 1912